# Dedham
Dedham är en by och en civil parish i Colchester i Storbritannien. Den är belägen i grevskapet Essex och riksdelen England, i den sydöstra delen av landet, 90 km nordost om huvudstaden London. Byn är belägen vid floden Stour. I Dedham levde och verkade konstnären John Constable. Dedham hade 811 invånare är 2021. Församlingskyrkan St Mary's härstammar från sent 1400-tal.
Klimatet i området är tempererat. Årsmedeltemperaturen i trakten är 9 °C. Den varmaste månaden är juli, då medeltemperaturen är 18 °C, och den kallaste är januari, med 1 °C.